# Воронцовский остров
Воронцовский остров (укр. Воронцовський острів) — остров на реке Днепр в черте города Днепр. Расположен возле правого берега реки. Почти весь остров затоплен водами озера Ленина в 1932 году. В 1970-х годах остров был восстановлен прибытым к берегу речным песком, но уже в другой форме и под названием Гребной канал.
Другие названия: у запорожских казаков — Конский, Становой, во второй половине XVIII — первой половине XIX веков — Прозоровский.

## Описание
Остров тянулся с севера на юг приблизительно на 4 км. Остров находится в месте поворота Днепра с юго-восточного направления на юг напротив устья Самары. 
Напротив Серибной косы растянулся вдоль правого берега Днепра большой остров Становой, или Воронцовский, больше чем 4 слоя в длину и 2 слоя в ширину; он песчаный, низкий, поросший лесом, его обычно заливает весенняя вода." 
Напротив острова, вдоль правого берега Днепра, протянулось село Мандрыковка.

## История

### Конский/Становой остров
Д. И. Яворницкий приводит описание Конского острова, сделанное Г. Л. де Бопланом: 

Конский остров имеет около 3/4 мили в длину и 1/4 мили в ширину; в верхней части покрытый он лесами и болотами, весной затапливает его вода. Тут проживает множество рыболовов, которые из-за недостачи соли хранят рыбу в пепле, а также очень много её сушат. Рыбу ловят около устья Самары, которая вливается в Днепр левее напротив „головы“ Конского острова.

Название Становой остров приобрёл, вероятно, в XVIII веке из-за того, что тут казаки устраивали здесь т.н. «станы» — места сезонного лова рыбы и охоты.

### Прозоровский/Воронцовский остров
После ликвидации Запорожской Сечи остров был передан российской властью в частные руки. Он был указан в «Реестре о розданных, но незаселенных Екатеринославского уезда землях»: «Остров Становой господина генерал-поручика князя Александра Александровича Прозоровского, 80 десятин». По фамилии нового хозяина остров получил наименование Прозоровский. Однако уже вскоре остров был передан семье Воронцовых и стал жемчужиной её обширной днепровской экономии. Со второй половины XIX века за островом закрепляется название Воронцовский.
В конце XIX — начале XX веков Воронцовский остров становится одним из главных мест отдыха и проведения пикников для екатеринославцев, именно в таком качестве он упоминается в дореволюционных путеводителях по городу. На планах Екатеринослава 1903 и 1910 годов остров отмечен как «Остров Становой (Воронцовский)», на плане 1913 года — как «Воронцовский остров».
В 1932 году, после строительства дамбы Днепрогэса, практически весь остров ушёл под воду. На генеральном плане Днепропетровска 1933 года от острова, возле его бывшего восточного края, осталась долгая и узкая коса — самое высокое место Воронцовского острова.  
На генеральном плане развития Днепропетровска 1933 года на месте острова — сплошное черное пятно реки, и только в восточной части бывшего острова длинная и узкая коса. Это самое возвышенное место Воронцовского острова, остававшееся на поверхности. Во время войны остров на некоторое время вновь «всплыл». Это подтверждают немецкие оккупационные планы Днепропетровска 1942—1943 годов, которых на сегодня известно минимум два. Как известно, в 1941 году Днепрогэс был взорван, и на некоторое время уровень воды в Днепре вернулся на прежний уровень. На немецких оккупационных планах города действительно показан Воронцовский остров под названием «Woronzowskij insel».
После восстановления Днепрогэса в конце 1940-х годов Воронцовский вновь скрылся под водой. Оставшаяся маленькая верхушка называется «остров Соловьиный».

### Гребной канал
Со строительством в 1970-х годах огромного жилмассива «Победа» для более удобного строительства была намыта песчаная коса. Сегодняшняя набережная Победы проходит как раз по месту пролива, отделявшего Воронцовский остров от правого берега Днепра. А на месте самого острова, фактически на его старой линии, был построен Гребной канал и намыта коса из трех частей длиной более 2 километров. Тут также была обустроена зона отдыха, челночные станции, возведён дворец пионеров.